# Comuna Novomîhailivka, Novotroiițke
Novomîhailivka (în ucraineană Новомихайлівка) este o comună în raionul Novotroiițke, regiunea Herson, Ucraina, formată din satele Maiacika, Novomîhailivka (reședința) și Vodoslavka.

## Demografie
Componența lingvistică a comunei Novomîhailivka
     Ucraineană (95,67%)
     Rusă (3,99%)
     Alte limbi (0,2%)
Conform recensământului din 2001, majoritatea populației comunei Novomîhailivka era vorbitoare de ucraineană (95,67%), existând în minoritate și vorbitori de rusă (3,99%).